# Googoosh

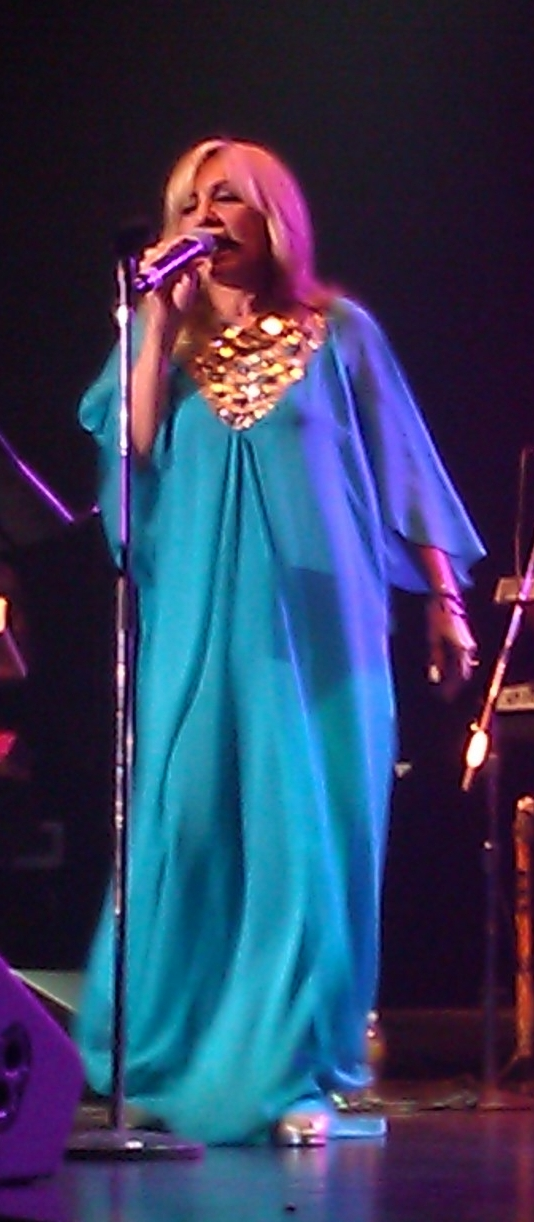
Googoosh in Cupertino, 2011

Googoosh [ɡuˈɡuːʃ ] (anhörenⓘ; * 5. Mai 1950 in Teheran; bürgerlicher Name Faegheh Atashin, anhörenⓘ) ist eine iranische Sängerin und Schauspielerin.
Sie ist international bekannt und vor allem aber in Iran und seinen Nachbarstaaten mit persischsprachigen Einwohnern beliebt. Sie singt in verschiedenen Sprachen. Heute lebt sie in Kalifornien (USA), wo sie ihre Karriere fortsetzt.

## Leben

### Frühe Jahre und Aufstieg zum Kinderstar
Googoosh wurde als Tochter aserbaidschanischer Einwanderer in Teheran geboren. Bereits im Alter von drei Jahren stand Googoosh mit ihrem Vater Saber Atashin, selbst Akrobat und Künstler, auf der Bühne und avancierte schnell zu einem Kinderstar. Anfang der 1960er-Jahre inspirierte der Gesang Googooshs iranische Komponisten zu einem neuen Stil der iranischen „Popmusik“, einer Mischung aus persischer Dichtung und u. a. Blues-, Jazz-, Latin-, Rock- und Discomusik.

### Internationale Erfolge in den 1970er-Jahren
Mithilfe von Komponisten wie Varoojan, Shamiaizadeh und Farid Zaland wurden die Chansons Googooshs zu Hits und sie wurde zur Kultfigur der iranischen Popszene in den 1970er-Jahren. Mit ihrem Haarlook und Kleidungsstil beeinflusste sie ebenfalls die jeweilige Modeströmung ihrer Zeit. Googoosh veröffentlichte zahlreiche Alben nicht nur auf Persisch, sondern auch auf Englisch, Französisch und Italienisch, wodurch sie internationale Bekanntheit erlangte.
Im Alter von 20 Jahren nahm Googoosh an mehreren internationalen Musikfestivals teil und gewann 1971 in Cannes den ersten Preis für ihre Lieder Retour de la ville und J’entends crier je t’aime. 1972 gewann sie den ersten Preis des Musikfestivals in Karthago (Tunesien). Für das Musikfestival von San Remo (1973) registrierte sie ebenfalls zwölf Chansons auf Italienisch und Spanisch, die über Nacht zu einem Erfolg wurden.
Ihr spanischer Song Desde hace tiempo wurde 1973 in Südamerika zu einem Hit. Sie sang im Oktober 1977 im Palast in Teheran auf der Geburtstagsfeier des iranischen Kronprinzen Cyrus Reza Pahlavi das Lied Tavalodat Mobarak.

### Auftrittsverbot und Rückzug nach der Revolution
Nach der sogenannten Islamischen Revolution 1979 waren Googoosh und anderen Sängern der öffentliche Auftritt verboten und ihr Musikmaterial wurde verbannt. Da sie zunächst nicht beabsichtigte, die Islamische Republik Iran zu verlassen, passte sie sich den neuen Lebensbedingungen an. Obschon sie zur Zeit der Revolution im Ausland war, kehrte sie trotz Warnungen in ihr Heimatland zurück; dort wurde sie alsbald verhört und festgenommen und erhielt ein Auftritts- und Gesangsverbot. Sie lebte 21 Jahre lang zurückgezogen und bezeichnete diese Zeit später als „Gefangenschaft“ im eigenen Land. Ihre Musik blieb jedoch weiterhin populär und wurde im Geheimen gehört.

### Aufflammen der Karriere
Anfang der 1990er-Jahre begegnete sie ihrem späteren Ehemann Masoud Kimiai, der sie zu ihrem ersten Treffen in ein privates Aufnahmestudio führte. Dort begann sie nach den Jahren der „Stille“ zum ersten Mal wieder zu singen. 2000 verließ Googoosh die Islamische Republik Iran und startete eine Welttournee. Ihre vorangegangene lange Bühnenabstinenz sorgte für ausverkaufte Konzerthallen – Ausdruck ihrer enormen Beliebtheit unter Iranern und Nicht-Iranern. Beim Verlassen Irans erkannte sie, dass sie das Land möglicherweise nie wiedersehen würde. Ihre Musik wurde für viele Iraner im In- und Ausland zu einem Symbol für Erinnerungen an verlorene Heimat, Liebe und Familie.
Ihr Repertoire beläuft sich auf über 250 persischsprachige und 55 internationale Lieder. Googoosh gilt als Symbol nationalen Stolzes für viele Iraner im In- und Ausland. Ihre Musik verbindet Generationen und Kulturen, indem sie persische Lyrik mit westlichen Harmonien vereint. Sie ist auch für jüngere Iraner eine bedeutende Künstlerin, deren Musik Erinnerungen an die Heimat und das kollektive Erbe wachruft. Nach dem Tod von Jina Mahsa Amini im Jahr 2022 setzte sie sich für ein freies Iran und die Bewegung Frau, Leben, Freiheit ein.
Im Jahr 2001, ein Jahr nach ihrem Comeback im ausverkauften Air Canada Centre in Toronto, veröffentlichte der iranisch-amerikanische Regisseur Farhad Zamani eine biografische Dokumentation mit dem Titel Googoosh: Iran’s Daughter. 2024 wurde sie erneut in dem Dokumentarfilm Googoosh – Made of Fire der Regisseurin Niloufar Taghizadeh porträtiert, der einen Einblick in ihr Leben und ihre Bedeutung als Ikone der iranischen Musik und Kultur bietet. Googoosh reflektiert darin über ihre Karriere, ihre Zeit im Iran nach der Revolution und ihre Verbindung zu ihren Anhängern über Generationen hinweg. Sie betont, dass es in Iran nahezu unmöglich ist, unpolitisch zu sein, und dass man „mit Politik erwacht“.

## Diskografie (Auswahl)

### Alben
- Kavir (Wüste)
- Setâreh (Der Stern)
- Jâddeh (Der Weg)
- Darjâ-i (Ein Meer)
- 1970: Do Panjareh (Zwei Fenster (die sich nie erreichen können, da zwischen ihnen ein Stück Mauer liegt))
- 1970: Behtarin Fasl-e Tâzeh (Die beste neue Jahreszeit)
- 1971: Mordâb (Das Moor)
- 1971: Nimeh Gom-shodeh Man (Meine verlorene Hälfte)
- 1972: Kooh (Der Berg)
- 1973: Man o Gonjeshkhâje Khooneh (Ich und die Spatzen unseres Heims)
- 1974: Do-Mâhi (Zwei Fische / evtl. Wie zwei Fische im Wasser)
- 1975: Pol (Brücke)
- 1975: Mosâbeb
- 1977: Dar Emtedâdeh Shab (In der Tiefe der Nacht)
- 1978: Ageh Bemooni (Wenn du bleibst...)
- 2000: Zartosht (Zarathustra)
- 2004: Âkharin Khabar (Letzte Nachricht)
- 2005: Manifest
- 2008: Shabe Sepid (Weiße Nacht)
- 2012: E-Jaz
- 2015: Akse Khosoosi
- 2021: Twenty One

### Live-Alben
- Googoosh Live
- Live in Concert

### Singles (Auswahl)
- 1971: Gol Bi Goldoon
- 1975: Talagh
- 1989: Hejrat
- 1990: Kavir
- 1990: Mano Tou
- 1990: Bemoon Ta Bemoonam
- 1990: Mordab
- 1992: Man Amadeh Am
- 1992: Pol
- 1992: Hamsafar
- 1992: Bavar Kon
- 1992: Makhlough
- 1992: Khaabam Yaa Bidaaram
- 1995: Gharibe Ashena
- 1995: Kooh
- 1996: Do Panjereh
- 2012: Nagoo Bedroud
- 2015: Eshgh
- 2021: Bigharar

## Filmografie (Auswahl)
- 1960: Bim wa Omid (Angst und Hoffnung)
- 1961: Fereshteh-ye Farâri (Fliehender Engel)
- 1965: Sheytoon-Bâlâ (Die Ausgekochte)
- 1970: Toloo
- 1970: Panjareh (Das Fenster)
- 1972: Bitâ
- 1976: Nâzanin (Die Süße)
- 1978: Dar emtedâd-e Shab (In der Tiefe der Nacht)
- Hamsafar (Reisegefährte)
- Mâh-e Asal (Flitterwochen)
- Ehsâs-e Dâgh (Heiße Begierde)
- Shab-e Gharibân (Die Nacht der Fremden)
- Seh Divâneh (Drei Verrückte)
- 2024: Googoosh - Made of Fire